# Alexander De Croo
Alexander De Croo (* 3. listopadu 1975 Vilvoorde, Vlámský Brabant) je belgický politik, vlámský liberál a podnikatel, od října 2020 do února 2025 předseda vlády Belgie. V letech 2010–2012 byl členem Senátu, do roku 2020 byl pak vicepremiérem a ministrem různých rezortů ve třech belgických vládách. V říjnu 2020 byl pod jeho vedením jmenován většinový kabinet vzešlý z květnových parlamentních voleb v roce 2019; tradičně obtížná povolební jednání na vzniku stabilní belgické vlády tak trvala 493 dní.

## Život

### Studium a raná politická kariéra
V letech 1993–1998 vystudoval podnikové inženýrství na Vrije Universiteit Brussel a titul MBA získal roku 2004 na Kellogg School of Management Severozápadní univerzity v illinoiském Evanstonu. Před založením vlastní poradenské firmy Darts-ip v roce 2006 pracoval jako vedoucí projektový manažer pro mezinárodní poradenskou společnost Boston Consulting Group. V letech 2009–2012 vedl stranu Otevření vlámští liberálové a demokraté, jejíž je členem.

### Poslanec a ministr
Během volebního období 2010–2012 byl členem Senátu. Mezi roky 2012–2020 zasedal ve vládách Elia Di Rupa, Charlese Michela a Sophie Wilmèsové, v nichž zastával vicepremiérský úřad. V období 2012–2014 působil jako ministr důchodů, poté v letech 2014–2020 na pozici ministra rozvojové spolupráce a digitalizace, a mezi roky 2018–2020 souběžně také v úřadu ministra financí.

### Předseda vlády
Od květnových parlamentních voleb v roce 2019 stála v čele dvou menšinových vlád přechodného charakteru Sophie Wilmèsová, vzhledem k obtížnému dojednávání stabilního koaličního kabinetu. Belgický panovník Filip určil 23. září 2020 Alexandra De Croo jedním ze dvou tzv. „formaterů“, osob pověřených vedením rozhovorů o sestavení nového kabinetu. Druhým se stal socialista Paul Magnette. O sedm dní později byla oznámena shoda na osobě premiéra, jímž se stal De Croo, jakožto vlámský předseda vlády po třech frankofonních předchůdcích. Jeho Otevření vlámští liberálové a demokraté skončili ve volbách až na čtvrtém místě.
Do koaliční vlády, jmenované 1. října 2020, vstoupily tři frankofonní (MR, PS, Ecolo) a čtyři vlámské subjekty (Open VLD, sp.a, CD&V, Groen) stále bez uzavřené koaliční smlouvy. Podle čtyř barev stran (modré, zelené, oranžové a červené) a čtyř zastoupených ideologických směrů (socialistů, liberálů, zelených a křesťanských demokratů) získala vláda přezdívku „Vivaldiho“ podle cyklu houslových koncertů Čtvero ročních dob. Naopak nerealizována zůstala tzv. arizonská koalice, dle barev na arizonské vlajce, se zahrnutím vítěze voleb nacionalistické Nové vlámské aliance. Zformování stabilní vlády, s většinou 87 ze 150 mandátů ve sněmovně, trvalo 493 dní. Proces vzniku tak nevyrovnal světový rekord 541 dní z vyjednávání belgického kabinetu v letech 2010–2011.
V De Croově kabinetu zasedl nejvyšší počet žen v historii belgických vlád, když obsadily polovinu křesel. Vicepremiérka a ministryně pro veřejnou službu Petra De Sutterová za Groen se stala první transgenderovou členkou vlády na světě.
De Croo se řadí k největším kritikům státu Izrael, za což byl několikrát kritizován.

### Osobní život
Narodil se do rodiny Françoise Desguinové a politika Hermana De Croo, jenž byl předsedou dolní komory, senátorem a státním ministrem. Oženil se s Annik Pendersovou. Do manželství se narodily dvě děti.